# Georgette Thomas
Georgette Thomas, née le 26 mars 1861 et morte le 24 janvier 1887, est une meurtrière française condamnée à mort et exécutée le 24 janvier 1887 pour le meurtre de sa mère. Elle est la dernière femme exécutée en public en France.

## Biographie

### Contexte
Georgette Thomas vivait avec son mari Sylvain Thomas, ses trois enfants et sa mère Marie Lebon, qui était sénile. Ils vécurent successivement des malheurs, leurs enfants et leur cheval tombèrent malade, leurs poules moururent et leur foin fut gâché par l'orage. Le couple finit par être persuadé d'être victime d'un mauvais sort. Ils rencontrèrent un « dénoueux de sort » qui les persuade que la mère de Georgette (qui était déjà victime de rumeur de sorcellerie) leur avait jeté une malédiction.

### Meurtre de Marie Lebon
Le 29 juillet 1886, aidé des frères de Georgette, Alexandre et Alexis Lebon, Georgette et Sylvain Thomas aspergèrent Marie Lebon d'eau bénite et de pétrole avant de la brûler vive dans la cheminée, sous le regard des trois enfants du couple,. Georgette Thomas et ses frères se confessent chez le curé.

### Procès
Le procès a lieu le 22 novembre 1886, leur fille de huit ans témoigne contre eux devant le jury. Le 24 novembre, Georgette et Sylvain Thomas sont condamnés à mort tandis que les frères de Georgette sont condamnés au bagne à perpétuité. Lorsqu'elle est condamnée à mort Georgette éclate en sanglots.

### Exécution
Les époux Thomas furent exécutés le 24 janvier 1887. La tête couverte d'un voile noir comme le veut la tradition pour les parricides, Georgette Thomas se débat violemment en descendant de la voiture qui l'emmène elle et son époux au lieu de l'exécution, et refuse de marcher, obligeant un garde à la soulever sur plusieurs mètres jusqu'à la guillotine. L'exécution a été relatée comme pénible, si bien que l’exécuteur public, Louis Deibler, demande à être dispensé de ce genre d’exercice à l’avenir. Georgette Thomas est la dernière femme exécutée en public en France. Elle est la dernière femme exécutée en France durant 54 ans jusqu'à l'exécution d'Élisabeth Lamouly en 1941 pour meurtre.